# Jean-Alban Lefiot
Jean-Alban Lefiot, né le 27 février 1755 à Lormes, mort le 15 février 1839 à Paris, est un homme politique de la Révolution française.

## Biographie

### Carrière sous l'Ancien régime
Il est le fils d'un contrôleur des actes, Paul Lefiot, et d'Anne Berle. Avant la Révolution, il est avocat au présidial et bailliage royal de Saint-Pierre-le-Moûtier.

### Mandat à la Convention
La monarchie constitutionnelle mise en place par la constitution du 3 septembre 1791 prend fin à l'issue de la journée du 10 août 1792 : les bataillons de fédérés bretons et marseillais et les insurgés des faubourgs de Paris prennent le palais des Tuileries. Louis XVI est suspendu et incarcéré à la tour du Temple.
En septembre 1792, Jean-Alban Lefiot, qui est alors procureur-syndic du district de Saint-Pierre-le-Moûtier, est élu député du département de la Nièvre, le troisième sur sept, à la Convention nationale.
Il siège sur les bancs de la Montagne. Lors du procès de Louis XVI, il vote la mort et rejette l'appel au peuple et le sursis à l'exécution. En avril 1793, il vote contre la mise en accusation de Jean-Paul Marat : « Le défaut d'examen et de discussion me fait douter ; et dans le doute, je ne dois point être sévère : non ». En mai, il vote contre le rétablissement de la Commission des Douze.
En juin 1793, Jean-Alban Lefiot est envoyé en mission aux côtés de Jean-Baptiste-Benoît Monestier, député du Puy-de-Dôme, aux côtés de l'armée des Pyrénées-Orientales. Ils sont rappelés à Paris en juillet. En frimaire an II (décembre 1793), il est envoyé en mission, aux côtés de son collègue nivernais François Paul Legendre dans les départements du Cher et de la Nièvre, puis du Loiret et de la Nièvre, afin d'y organiser le gouvernement révolutionnaire et d'y prendre des mesures de salut public. Il est rappelé à Paris en germinal an II (avril 1794).
Après la chute de Robespierre, Jean-Alban Lefiot rejoint, d'après l'historienne François Brunel, les « derniers Montagnards ». Lors de l'insurrection du 12 germinal an III (1er avril 1795), alors que les anciens membres du Comité de Salut public (Bertrand Barère, Jacques-Nicolas Billaud-Varenne et Jean-Marie Collot-d'Herbois) sont décrétés de déportation, il signe la demande d'appel nominal. Le 21 thermidor (8 août), il est décrété d'arrestation sur motion du Comité de Législation pour avoir fait guillotiner quatre citoyens de Montargis qui avaient correspondu à Louis XVI pour désapprouver la journée du 20 juin 1792.
Dans ses Notes historiques, l'ancien conventionnel Marc Antoine Baudot, député montagnard de la Saône-et-Loire, impute à Jean-Baptiste Mailhe le rapport qui a fait décréter Lefiot d'arrestation. Il juge que Lefiot « était un homme probre, doux et inoffensif » qui « endura la persécution sans se plaindre ».

### Du Directoire à la monarchie de Juillet
Jean-Alban Lefiot est libéré à la faveur de l'amnistie votée à la clôture de la Convention. Sous le Directoire, il est chef de division au ministère de la Justice. Il reprend ensuite son métier d'avocat à Nevers avant d'être élu juge du tribunal de cassation de la Nièvre en 1798. Toutefois cette élection est annulée par le Directoire à cause de ses idées jacobines.
Durant les Cent-Jours, Lefiot est conseiller près la préfecture de la Nièvre. Il est frappé par la loi du 12 janvier 1816, qui contraint les régicides qui ont soutenu Napoléon Bonaparte durant les Cent-Jours. Il s'établit en 1816 à Aix-la-Chapelle, puis à Liège où il s'inscrit comme avocat.
Il rentre en France en 1830 après la chute de Charles X. Il reçoit une pension viagère de la part du gouvernement de la monarchie de Juillet, et meurt le 15 février 1839 à Paris.
Franc-maçon, il est membre de l'Amitié à l'Épreuve.

## Sources
1. ↑  Ducom, André Jean (1861-1923), Lataste, Lodoïs (1842-1923) et Pionnier, Constant (1857-1924), « Archives parlementaires de 1787 à 1860, Première série, tome 52, Liste des députés par départements » , sur www.gallica.bnf.fr, 1897 (consulté le 23 octobre 2024)
2. ↑  Froullé, Jacques-François (≃1734-1794), « Liste comparative des cinq appels nominaux. Faits dans les séances des 15, 16, 17, 18 et 19 janvier 1793, sur le procès et le jugement de Louis XVI [...] » , sur www.gallica.bnf.fr, 1793 (consulté le 23 octobre 2024)
3. ↑  Ducom, André Jean (1861-1923), Lataste, Lodoïs (1842-1923) et Pionnier, Constant (1857-1924), « Archives parlementaires de 1787 à 1860, Première série, tome 62, séance du 13 avril 1793 » , sur www.gallica.bnf.fr, 1902 (consulté le 23 octobre 2024)
4. ↑  Ducom, André Jean (1861-1923), Lataste, Lodoïs (1842-1923) et Pionnier, Constant (1857-1924), « Archives parlementaires de 1787 à 1860, Première série, tome 65, séance du 28 mai 1793 » , sur www.gallica.bnf.fr, 1904 (consulté le 23 octobre 2024)
5. ↑  Aulard, François-Alphonse (1849-1928), « Recueil des actes du Comité de salut public, avec la correspondance officielle des représentants en mission et le registre du conseil exécutif provisoire. Tome 5 » , sur www.gallica.bnf.fr, 1889-1951 (consulté le 23 octobre 2024)
6. ↑  Aulard, François-Alphonse (1849-1928), « Recueil des actes du Comité de salut public, avec la correspondance officielle des représentants en mission et le registre du conseil exécutif provisoire. Tome 5 » , sur www.gallica.bnf.fr, 1889-1951 (consulté le 23 octobre 2024)
7. ↑  Aulard, François-Alphonse (1849-1928), « Recueil des actes du Comité de salut public, avec la correspondance officielle des représentants en mission et le registre du conseil exécutif provisoire. Tome 9 » , sur www.gallica.bnf.fr, 1889-1951 (consulté le 23 octobre 2024)
8. ↑  Aulard, François-Alphonse (1849-1928), « Recueil des actes du Comité de salut public, avec la correspondance officielle des représentants en mission et le registre du conseil exécutif provisoire. Tome 9 » , sur www.gallica.bnf.fr, 1889-1951 (consulté le 23 octobre 2024)
9. ↑  Aulard, François-Alphonse (1849-1928), « Recueil des actes du Comité de salut public, avec la correspondance officielle des représentants en mission et le registre du conseil exécutif provisoire. Tome 12 » , sur www.gallica.bnf.fr, 1889-1951 (consulté le 23 octobre 2024)
10. ↑  Françoise Brunel, « Les derniers Montagnards et l'unité révolutionnaire », Annales historiques de la Révolution française, vol. 229, no 1,‎ 1977, p. 385–404 (DOI 10.3406/ahrf.1977.1009, lire en ligne, consulté le 23 octobre 2024)
11. ↑  Gazette nationale ou le Moniteur universel n°326, « Convention nationale, séance du 21 thermidor an III (8 août 1795) » , sur www.gallica.bnf.fr, 26 thermidor an 3 (13 août 1795) (consulté le 23 octobre 2024)
12. ↑  Baudot, Marc Antoine (1765-1837), « Notes historiques sur la Convention nationale, le Directoire, l'Empire et l'exil des votants » , sur www.gallica.bnf.fr, 1893 (consulté le 23 octobre 2024)

- « Jean-Alban Lefiot », dans Adolphe Robert et Gaston Cougny, Dictionnaire des parlementaires français, Edgar Bourloton, 1889-1891 [détail de l’édition]